# 宇都宮藩
宇都宮藩（うつのみやはん）は、下野国宇都宮周辺を支配した藩である。藩庁は宇都宮城に置かれた。

## 前史

### 宇都宮家の時代
戦国時代、宇都宮は下野一宮（宇都宮二荒山神社）の神職者であった藤原北家道兼流で開祖・下毛野君の流れをくむとされる下野宇都宮氏の支配下に置かれていた。宇都宮氏は「関東八家」の一つに数え上げられた名門であり、鎌倉時代・室町時代には下野国・上野国・越後国・下総国・伊予国の守護なども歴任し、一門は大いに栄えた。宇都宮氏は常に中央政府の統治機構としてこの地の治安維持に努めた。室町時代後期、鎌倉府足利氏と関東管領上杉氏が抗争の末その勢力が弱まった後も、宇都宮氏は常陸国の佐竹氏とともに、関東に台頭した北条氏を牽制し、戦国時代には戦国大名に名を連ねるようになった。
天正18年（1590年）に豊臣秀吉が小田原征伐に乗り出した時、宇都宮国綱は豊臣方として参陣し、秀吉より18万7613石の所領を安堵されて北条方の支城攻略に加わった。7月に北条氏直が秀吉に降伏、高野山に追放されて後北条氏は滅亡し、関東・奥羽の諸侯も秀吉に屈して天下統一が完成する。
文禄元年（1592年）、文禄の役に国綱も参陣した。しかし慶長2年（1597年）、国綱は秀吉の命令で所領を没収されて改易となった。理由は太閤検地に際して結果が秀吉が安堵した18万石ではなくその倍以上という石高詐称によるもの、また当時国綱には継嗣がなかったため、重臣の今泉高光が豊臣五奉行である浅野長政の三男長重を養子に迎えようとしたが、国綱の実弟芳賀高武が反対して今泉を討ち取ったためお家騒動に発展、養子話を潰された長政の面目も丸潰れとなり、長政が秀吉に讒訴して改易に追い込んだとする説がある（『宇都宮興廃記』）。国綱は宇都宮を追放されて備前の宇喜多秀家の下に預けられ、慶長の役では名誉挽回と御家再興のために朝鮮に渡海するも、秀吉が慶長3年（1598年）8月18日に病死したため、再興の道は閉ざされた。
国綱は慶長13年（1608年）に死去した。息子の義綱は水戸藩主徳川頼房の家臣となり、その子孫も水戸藩に仕えた。

### 浅野長政の時代
宇都宮家改易後、国主となったのは浅野長政であるが、長政は新たな領主が決まるまでの一時預かりの役割を果たしただけであり、この半年間の間に長政は宇都宮二荒山神社の検校職を宇都宮城主が兼務することを廃した。また、秀吉の命令により長政の副官として真田昌幸が付けられており、実際の統治は長政と昌幸の共同で行われていた。

### 蒲生秀行の時代
半年間の浅野長政の支配を経て、慶長3年（1598年）3月、蒲生氏郷の子の蒲生秀行が18万石で入部した。蒲生家は氏郷時代に91万9300石の禄を得ていたが、氏郷が40歳で急死し跡を継いだ秀行が13歳と幼少だったため、東北の鎮守として90万石もの所領を支配するのは容易ではなく、重臣間の諍いがあって18万石に減封された。ただし秀行の母、すなわち織田信長の娘の相応院が美しかったため、氏郷没後に秀吉が側室にしようとしたが姫が尼になって貞節を守ったことを不愉快に思ったとする説、秀行が家康の三女の振姫を娶っていた親家康派のため石田三成が重臣間の諍いを口実に減封を実行したとする説もある。秀行は武家屋敷を作り、町人の住まいと明確に区分し、城下への入口を設けて番所を置くなどして城下の整備を行い、蒲生家の故地である近江日野からやって来た商人を御用商人として城の北側を走る釜川べりに住まわせ、日野町と名づけて商業の発展を期した。
慶長5年（1600年）の関ヶ原の戦いで上杉景勝を討つため、徳川秀忠は宇都宮に入った。その後、秀忠も家康も西に軍を向けて出陣したため、秀行は上杉景勝の備えと城下の治安維持を命じられた。この際に城下の町年寄が家康に人質を差し出して異心のないことを示したため、戦後に家康は宇都宮の町の地子（地代）を免除した。
慶長6年（1601年）8月24日、秀行は関ヶ原の功績により会津に60万石を与えられて復帰した。その後、新たな領主が決まるまでは徳川家の重臣の大河内秀綱（松平信綱の祖父）が4か月間にわたって管理した。

## 藩史

### 奥平家の時代（第1期）
宇都宮は有史以来、北関東の軍事・交通の要衝であったが、徳川家康が没して日光東照宮が造営され、これが家康の廟所となると、宇都宮城は将軍が墓参するための宿泊地となり、その重要性は著しく高まった。また下野国は古来より地勢が安定しており、その中心地であった宇都宮には譜代中の譜代の家臣が入封した。
関ヶ原後の慶長6年（1601年）12月、家康の重臣で娘婿の奥平信昌の嫡子家昌が10万石で宇都宮に入部したことから宇都宮藩が成立した。家昌の母は家康の長女の亀姫で、家昌は家康の外孫に当たる。家昌は奥平家の世子であったので無禄だった身代がいきなり10万石の大名に取り立てられたのは、家康が北関東の要衝である宇都宮に誰を配置するか悩んでいた際、天海僧正が家康に家昌に賜うべきと主張したのが決め手になったという。しかし、いきなり10万石となったため家臣団を新たに編成しなければならなくなり、この時にかつて父信昌が長篠の戦いで活躍した際に共に功績を立てて家康への拝謁が許された7族5老（のちにこの区別はなくなり大身衆と称される）、奥平家重臣の分家を勧めて文武一芸に秀でた浪人を多く召抱えたりした。また家昌は伊奈忠次と幕府公役の宇都宮大明神社殿造営の奉行を務め、城下町の発展のために市を開催して、家昌の官名「大膳」から「大膳市」と呼ばれた。慶長19年（1614年）10月から大坂の陣が始まるも、家昌はこの時病床にあり参戦できず、江戸城留守居役を命じられるが、10月10日に38歳で病死した。世子の千福（奥平忠昌）が11月18日に家督相続を認められるが、まだ7歳であった。忠昌は曽祖父家康が死の床につくと、駿府城に見舞いに赴いたことを大いに喜ばれ、印籠や白鳥鞘の槍、葵紋の鞍を与えられた。家康没後の翌年から日光東照宮が造営され、忠昌も造営に協力した。
元和5年（1619年）10月、忠昌は1万石を加増されて11万石とされた上で下総古河藩へ移封された。理由は奥羽への押さえとして重要な宇都宮藩主には忠昌こと千福では幼すぎるためというものであった。

### 本多正純の時代
奥平忠昌に代わって宇都宮に入部したのは、下野小山藩3万3000石を領していた本多正純であり、15万5000石に大幅加増されての入部であった。正純は父本多正信とともに知恵袋・参謀として家康の側近に侍り、初期幕政を牛耳った謀臣である。しかし武功は皆無に等しく、そのために父と同じように武功派と呼ばれる戦場働きの功臣に妬まれていた。その正純が15万石以上の大身となったため、多くの者は正純を恨んだ。特に千福の祖母、すなわち秀忠の姉である亀姫こと加納御前は、長篠で大手柄を立てた奥平家より文治派の正純を大幅に加増して宇都宮に置いたことが大いに不満で、秀忠に抗議している。
正純は宇都宮藩内の検地を行い、城下町を整備した。また宇都宮城防備の強化と将軍の日光社参の便を良くするために、奥州街道を大幅に整備した。さらに幕府の意向に従って宇都宮藩の藩庁・宇都宮城の縄張りを拡張し、さらに改修を加えてこれを近代城郭とした。
元和8年（1622年）4月、家康の七回忌のため秀忠は宇都宮城に4月14日に宿泊、七回忌を無事に済ませたが、帰路には宇都宮を通らず、壬生や岩槻を通って江戸に引き返した。この時、老中の井上正就が将軍宿泊御殿を検分している。この秀忠の宇都宮素通りの理由は、加納御前が秀忠に正純に不審ありと訴えたためであるらしい（『徳川実紀』）。また、かつて正信が存命中の慶長19年（1614年）、正純は当時幕府で武功派として権勢が高かった大久保忠隣を改易しているが、忠隣の嫡子忠常の正室は加納御前の四女であった。忠常は改易の3年前に早世していたが、この正室との間に嫡子忠職がおり（つまり加納御前の孫）、改易に連座して処分を受けていた。奥平家の古河移封にとどまらず、こうしたいきさつもあったため、加納御前の正純に対する怒りは頂点に達していた。一方で正純は、家康・正信の没後には江戸へ戻って老中として幕政の中枢になおもとどまっていたが、土井利勝や酒井忠世ら若い秀忠側近らと権勢をめぐって対立し、幕閣内で孤立しており、家康時代の権勢は徐々に失われつつあった。
同年、出羽山形藩の最上義俊がお家騒動を理由に改易と決まったため、正純は城受け渡しの使者として山形へ向かった。9月6日に正純は山形に到着し、出羽久保田藩の佐竹家などに城受け渡しの指示を出している（『梅津政景日記』）。そして9月29日、江戸から高木正次と伊丹康勝が山形に来訪し、10月1日に正純に対して改易と出羽由利への配流の沙汰が言い渡された。皮肉にも、かつてキリシタン弾圧のため京都へ赴いていた際に使者がやって来て改易を言い渡された大久保忠隣と全く同じ運命をたどったのである。改易の理由として、広島藩の福島正則の改易に関して、宇都宮拝領問題、宇都宮城普請に関しての3条が罪になったという。その後、功臣であることから5万5000石の知行が与えられるところ、正純が拒否したため、秀忠は激怒して出羽大沢1000石にまで減封され、さらに佐竹義宣預かりとなり出羽横手に流された。一連の正純改易事件を宇都宮城釣天井事件という。

### 奥平家の時代（第2期）
正純改易後は、古河藩に移されていた奥平忠昌が11万石で再封した。忠昌の時代は46年続いたが、その期間に徳川将軍家の日光社参が13回行われた。これは江戸期で行われた将軍家の社参19回の内の大半が忠昌期に行われたということであり、その対応に奥平家は追われ、百姓町人は負担の大きさから生活が逼迫した。
忠昌は寛文8年（1668年）2月19日に病死し、嫡子の昌能が跡を継いだ。しかし忠昌の死に際して寵臣杉浦右衛門兵衛が殉死、これが5年前に殉死を禁じた幕府の法令に触れてしまう。また忠昌の二十七日法要で不祥事（宇都宮興禅寺刃傷事件）が起こり、これは後に江戸三大仇討ちと呼ばれる浄瑠璃坂の仇討にまで発展することになった。8月に奥平家は殉死禁制違反の咎から2万石減封の9万石で出羽山形藩に移封させられた。

### 奥平松平家の時代
奥平昌能の後に、山形藩から入れ替わりで松平忠弘が15万石で入る。この奥平松平家は奥平家と同族で、忠弘の父松平忠明は奥平信昌と亀姫の四男、家昌の実弟で、忠昌と忠弘は従兄弟の関係にあった。忠弘は領内の新田検地を行ったが、わずか13年の支配に終わったため特段する治績はない。天和元年（1681年）に陸奥白河藩へ移封された。

### 本多忠平の時代
入れ替わりで本多忠平（忠泰）が11万石で入る。忠平は年貢を減税するなど善政を布いたため民から慕われ、わずか4年後の貞享2年（1685年）に大和郡山藩へ移封された後も、宇都宮の領民との交流が続いた。

### 奥平家の時代（第3期）
本多忠平に代わり、貞享2年（1685年）6月22日に奥平昌章が出羽山形藩より9万石で入った。昌章は17年前に不祥事で山形に減移封された昌能（昌能は寛文12年（1672年）に死去）の養子（妹の子）である。昌章は奥州街道と日光街道が通る宇都宮は旅人が多く、病人対策のため元禄2年（1689年）に順番医制度を導入して医師20人を常駐させた。昌能は元禄8年（1695年）に28歳で病死した。跡を継いだ次男昌成はわずか2歳と幼少のためもあり、元禄10年（1697年）2月11日に丹後宮津藩へ移封となる。

### 阿部正邦の時代
入れ替わりで阿部正邦が10万石で入る。しかし13年ほどの支配で、宝永7年（1710年）に備後福山藩へ移封された。

### 戸田家の時代（第1期）
阿部正邦に代わり、越後高田藩より戸田忠真が7万石で入るが、その際に戸田家の家臣は宇都宮は雪が少ないことを喜んだと伝わる。忠真は第7代将軍徳川家継時代の正徳4年（1714年）に老中に任命され、第8代将軍徳川吉宗時代の享保14年（1729年）まで務めた。忠真期に吉宗の日光社参が行われている。忠真の跡は養子の忠余（忠真の弟忠章の嫡男）が継いだ。忠余の跡は四男の忠盈が継いだ。忠盈は人心が荒廃していることを憂い、延享5年（1748年）に「御教条之趣」を領内に出した。これは領民が守るべき心得を訓示したものであり、厳罰で対処せず、誠心や孝行で民を教化することに努めた。寛延2年（1749年）7月23日、忠盈は肥前島原藩へ移封となった。

### 深溝松平家の時代
戸田忠盈と入れ替わりで、松平忠祇が6万6000石で宇都宮藩に入部する。忠祇は宝暦12年（1762年）に25歳で実弟の忠恕に家督を譲った。深溝松平家は島原藩から宇都宮藩への引越しで約6万8500両の費用がかかって財政が困窮していたため、豪商から御用金を借り、家臣の俸給を借り上げて幕府から借用したりもしたが一時しのぎにしかならず、明和元年（1764年）に忠恕は百姓に増税を申し付けたため、9月12日に籾摺騒動と称される農民一揆が起こった。この一揆を忠恕は、藩兵300人をもって武力で鎮圧、一揆の首謀者を逮捕処刑した。
籾摺騒動と同年に大洪水が宇都宮を襲い、240戸が流出して約300人が死亡した。明和3年（1766年）6月18日にも大洪水が襲って230戸が流出、118人が死亡し、田畑は大いに荒れた。このため忠恕は幕府から6000両を借りてしのごうとしたが、安永2年（1773年）3月に城下の西にあった鍛冶屋から出火し、41町が被害を受けて1295戸が焼失、他にも寺院などが被害を受けて合計1813戸が焼失し、45人の死者を出すなど天災続きであった。安永3年（1774年）、再び同じように入れ替わる形で島原藩に移封されるが、この際にも引越し費用が約4万両かかった。

### 戸田家の時代（第2期）
戸田忠寛が8万石で入り、入れ替わりの激しかった藩主家は戸田家の支配で安定する。忠寛はかつての宇都宮藩主であった忠盈の実弟である。忠盈は病弱で島原に移ってから25歳の時に隠居しており、忠寛が養子になっていたのである。
戸田家も引越し費用などで財政は苦しかった。忠寛は出世欲が強く、江戸から遠隔地であり長崎在番の役目がある島原藩主では幕閣になれないので宇都宮に戻るため各方面に働きかけ、その費用がかさみ、忠寛時代に戸田家の財政は一気に厳しくなった。宇都宮に戻った忠寛はさらに金を使って安永4年（1775年）に寺社奉行になり、以後大坂城代や京都所司代を歴任するが、このために戸田家の財政は火の車となり、安永5年（1776年）の第10代将軍・徳川家治による日光社参で財政悪化にはさらに拍車がかかった。
寛政10年（1798年）、忠寛の跡を継いだのは長男の忠翰であるが、出世や名誉を望まず13年の在任を平穏に過ごした。文化8年（1811年）4月に忠翰は隠居し、三男の忠延が跡を継いだ。忠延は『善行録』を作って領民の孝行の教化を図り、一方で逼迫する財政を再建するため家臣の給金や給米の削減、貸付金や扶持米の前渡しを禁止したため、家臣の生活は苦しくなった。さらに天災が相次ぎ、宇都宮領内の生産も落ち込む中で忠延は失意のうちに病に倒れ、在任12年、34歳で没した。
その跡は弟の忠温が継いだ。この忠温の時代に本多良之助の仇討ちが起こっている。忠温は寺社奉行となり、天保4年（1833年）に奏者番に任命された。天保の改革末期の天保14年（1843年）4月には第12代将軍徳川家慶の日光社参が行われたが、これが徳川将軍家最後の社参となった。弘化2年（1845年）からは老中となり、阿部正弘と幕政を6年間担当した。ちなみに正弘は忠温の先夫人の甥にあたり、忠温は正弘と共に外交政策で苦慮している。
忠温の跡を継いだ三男の忠明は18歳で早世し、弟の忠恕が跡をついで幕末の動乱を迎える。安政3年（1856年）、藩財政立て直しの期待を込め篠井金山の開発に乗り出すが、2年で頓挫した。
幕末期の文久2年（1862年）1月、坂下門外の変が起こるが、襲撃者の一人に河野顕三がいた。河野は宇都宮の尊攘の士である菊池教中や児島強介らと親交があり、河野は変事で死亡したが、この襲撃に大橋訥庵の影響力が大きかったことから、宇都宮藩も無関係ではなくなった。大橋は忠温が戸田家と縁のある佐野屋の婿養子であった関係で招聘した人物で、宇都宮藩でも尊皇攘夷を強く説いていた。幕末期も大橋の尊皇攘夷の影響は根強く、文久元年（1861年）8月に幕府が戸田家に対してアメリカ公使館の警護を命ずるも拒否したこともある。しかし過激な尊攘派のため大橋の存在は次第に恐れられ、坂下門外直前に幕府により捕縛され、関係者の児島や菊池らも変後に捕縛された。以後、戸田家は譜代大名ながら幕府に睨まれる存在になる。
この状況を打開するため、当時江戸にいた家老の戸田忠至は、坂下門外の変の善後処理に奔走するとともに、藩の以後進む道を求めた。文久2年（1862年）5月14日、忠至は、江戸に出てきた宇都宮藩の有力者県勇記に藩の進路について意見を求めた。県は大橋のもとで学んだ人物である七日の後、県は、郷土の先人蒲生君平の記した『山陵志』をもとに、天皇陵を修補し奉る山陵修補事業を提案した。この案は、幕府への忠誠を尽くし、尊王の大義をも果たす窮余の一策として考えられたものであった。忠至は当初、水戸藩の徳川斉昭が皇紀2500年を記念して山陵修補のことを天保5年（1834年）、同11年（1840年）の2度にわたり進言し運動を試みたが幕府の許可がなく失敗しており、これによって幕府の疑いを受ける恐れがあるとして難色を示したが、宇都宮藩中で当時有力者だった広田執中が県の発想に賛成して忠至を説得し、宇都宮藩は山陵修補の建白書を幕府に提出、文久2年（1862年）8月14日に幕命を受けるに至る。こうして宇都宮藩による「文久の修陵」が始まった。朝廷では、正親町三条実愛以下を山陵御用係に、忠至を山陵奉行に任命した。文久3年（1863年）2月21日に神武天皇陵工事が開始された。
山陵修補工事の方針は、堤や堀の破壊を修理し、堤上に柵を巡らし、扉付きの鳥居、御陵名の石標を建てる程度にし、みだりに私見を加えないで、旧形の保存を第一とするものであった。文久3年（1863年）2月に神武天皇陵着工、8月に天智天皇陵、9月に文武天皇陵以下4陵、10月には開化天皇陵以下5陵、11月には成務天皇陵以下4陵が着工になった。12月に神武天皇陵を竣工した。文久4年（1864年）正月、神武天皇陵の修復成功により、朝廷から恩賞があり、忠恕は従四位下に叙任され、忠至は御剣を拝領する。
元治元年（1864年）3月、前年着工の諸陵竣工、後堀河天皇陵および泉涌寺陵着工。同年4月に清寧天皇陵 、仁賢天皇陵着工、5月に仲哀天皇陵以下4陵および深草天皇陵着工、6月に懿徳天皇陵以下5陵が着工。7月に後醍醐天皇陵以下3陵、8月に安寧天皇陵以下12陵、11月に孝霊天皇陵以下8陵に着工。着工は元治2年（1864年）1月の天武・持統天皇陵（合葬）を最後に、同年12月から元治2年（1895年）2月、3月にかけて竣工した。慶応元年（1865年）4月30日に畿内地方および丹後地方にある山陵と御火葬所・分骨所109か所の修補完成を朝廷に報告、5月に1陵、7月に1陵、8月に5陵、9月に4陵、11月に3陵、12月に8陵が竣工し、調査中の14陵を除いて工事は終了した。なお、この工事費用は文久2年（1862年）10月14日、幕府から山陵御修補の建白の許可とともに5千両が下付されたほか、川村伝左衛門から1万5千両を借用したが、不足分は宇都宮藩が負担したため、藩の財政は逼迫した。
版が山陵修補事業に取り組んでいた中、元治元年（1864年）に天狗党の乱が起こり、4月に天狗党が宇都宮にやって来た。この時、宇都宮藩は日光の守備、家臣の山陵派遣などで兵が少なかった。天狗党の藤田小四郎は山陵奉行などで尊王が強い戸田家を味方にしようとしたが、中老の県勇記が巧みな交渉を行って協力を拒否、天狗党の日光参詣を認めるという条件で穏便に処理した。この間、藩主の忠恕は在府していたが、主導的役割を果たしたのは全て県であった。しかし戸田家の家臣の中にも尊攘派で過激な者が多く、忠恕や県の制止を振り切って天狗党に同調する者がいた。また県も天狗党との関係の嫌疑を受けて御役御免・謹慎に処せされた。県が不在になったことで藩内では意見が全くまとまらなくなり、忠恕の意思も空回りして天狗党の乱を鎮圧することはできずに宇都宮領内を通過させてしまった。宇都宮藩は藩始まって以来の危機に直面したが、この中にあって忠至は山陵修補事業に専念し、足かけ4年の歳月を費やした。
乱後、忠恕は幕府から乱を鎮圧できなかったことへの叱責を受けた上、元治2年（1865年）1月には隠居謹慎とともに2万7855石の減封の上、同族の忠友を養子として5万石で継がせるという沙汰を受けた。3月8日には陸奥棚倉藩への移封命令が出されたが、棚倉は懲罰的な移封先としての歴史が長く、この頃の戸田家が幕府から相当に睨まれていたことがわかる。折しも慶応元年（1865年）5月22日、長州征伐のため上京参内した将軍・徳川家茂に、山陵御修補の功により褒詞があり、徳川秀忠・家光に対しては神号追贈があった。そこでその機を捉え、この危機に復帰した県が正親町三条実愛や忠至を経て朝廷に訴え、朝廷も山陵奉行として貢献する戸田家の危機として幕府に撤回を求めた。当初、幕府は移封は撤回しないまま忠至に3万石を与えるとしたが、忠至は拒否し、朝廷も再度処置の撤回を求めたため、10月に幕府は移封命令を撤回した。
忠至は山陵修補ならびに移封回避の功績として、慶応2年（1866年）3月に戸田宗家から1万石を分与され、支藩の高徳藩を立藩した。
なお、この間に京都で起こった禁門の変でも、戸田家家臣の廣田執中と岸上弘が関わり、真木保臣らと協力して幕府軍と戦った後に天王山で自刃している。
新たな藩主となった忠友は、慶応3年（1867年）7月25日に寺社奉行と奏者番を兼任する。しかし2か月後に大政奉還が行われ、幕府は滅んだ。戊辰戦争で忠友は、徳川慶喜の助命のため上洛を目指すも入京できず、朝廷から大津で謹慎を命じられる。藩主が謹慎している間、宇都宮では打ちこわしが起こった。また藩主不在のために県が国許で主導権を握り、藩内の意見を統一して新政府に味方することを表明した。
しかし大鳥圭介や新選組の土方歳三らが率いる旧幕軍の攻撃を受け、4月に宇都宮城をめぐっての攻防戦が行われた。最終的には物量に勝る新政府軍が旧幕府軍を追討したが、この際の戦火で宇都宮城をはじめ、宇都宮二荒山神社など、宇都宮城下の主な建築物は焼失した（宇都宮城の戦い）。
明治維新後、隠居の忠恕が5月に死去した。6月には忠友も、新政府より松平光則（戸田家宗家である戸田松平家当主）の息子を養子にして隠居するよう沙汰が出された。しかし県が懸命に嘆願したため、この沙汰は取り消されている。
以後の宇都宮藩は、若い忠友を県と岡田真吾の2人が支える体制がとられた。岡田と県は藩を復興させるために諸改革を行うも、明治4年（1871年）に廃藩置県によって宇都宮藩は廃止され宇都宮県に代わり、さらに明治6年（1873年）には栃木県に編入された（詳細は宇都宮市の項も参照）。

## 社会

### 仇討ち
宇都宮藩では2度にわたる仇討ちが起きている。奥平家（第2期）時代の浄瑠璃坂の仇討と戸田家（第2期）時代の宇都宮藩士による本多良之助による仇討ちであり、両方とも本懐を遂げている。ただし前者は奥平家が山形に移封された後に本懐を遂げている。

### 農村
村の行政は村役人が担っていた。宇都宮藩では年貢の厳しさから一家が離散することも珍しくなく、奥平家の統治の際には年貢の未進により強制労働をさせられたりして一家が行方不明、死亡など悲惨な例が多かった。また貨幣経済が農民層にまで浸透すると、農民には原則として禁止されている商行為、いわゆる農間渡世・農間稼ぎ（副業）が行われ、宇都宮では大谷石の石切が主に行われた。これにより農閑期には自由に石切が行われ、作物だけでは生活できない農民の生活に大きな助けとなった。ただこの石切はかなり潤って、農民の中には他領で博打に興じる者まで出て、農業が逆に衰退した。戸田家（第2期）時代には天災が相次いで、農民の暮らしは困窮したという。

### 庶民
宇都宮藩は他藩と比べて豊かだったようで、庶民が生活で奢侈に走る傾向が見られた。特に江戸時代後期の天保の改革で領主から庶民に質素倹約の通達が出されており、以後も嘉永・安政年間に結婚・衣類・旅行・見舞・贈答品などに対して厳しい統制が敷かれている。また文政から嘉永にかけて、町家などで大火を主とした災害で大被害を受けている。

## 経済
日光のある関係から、宇都宮には40を数える旅籠が存在した。なお、幕府は1軒につき2人の飯盛女を付けることを認めていたが、宇都宮のみは例外だったのか、天保年間に1軒で17人の飯盛女を抱える旅籠もあった。このように人の往来の激しい宇都宮では、旅籠は重要な産業として成り立っていた。旅籠が盛んな地域のため、それに続いて質屋・薬種・造酒・呉服・古着屋なども名を連ねて、宇都宮の商業は盛んだった。
戸田家の時代には島原から宇都宮の引越し費用などで財政が逼迫しており、財政政策の一環として森林の伐採、銅山旧坑の採掘、金鉱の採掘から所領の交換などを幕府に嘆願して自領の収入増を図ったが、採掘事業などはそもそもそれに費用がかかるために失敗、所領交換は戸田忠寛・忠温が大坂城代・老中と幕閣に就任した際に試みられるも効果はなかった。また、領地が荒廃して農業が衰退していたが、県勇記と菊池教中を中心に新田280町歩が開墾された。

## 幕府の公役
宇都宮は日光がある関係から将軍の社参もあり、将軍家の力を誇示するためもあって、特に将軍の宿泊所となる宇都宮での負担は大きかった。将軍宿泊所の修築と新築、行列が通る街道の整備、馬（約30万頭）などの徴発から城下の町家の提供などで、人馬は助郷として徴発されて宇都宮の財政を大きく負担させた。また、将軍ではなく名代が代参する時には町民が駆り集められて道路掃除や整備をさせられ、また公役ではないが火を使う仕事の場合は奥羽諸大名の参勤の行列が宇都宮を通過する場合には休業を強制されていた。

## 江戸時代以前の宇都宮城主

### 蒲生家
18万石
1. 蒲生秀行

## 歴代藩主

### 奥平家
10万石（譜代）
1. 家昌
2. 忠昌

### 本多家（弥八郎家）
15万5000石（譜代）
1. 正純

### 奥平家〔再封〕
11万石（譜代）
1. 忠昌
2. 昌能

### 松平（奥平）家
15万石（親藩）
1. 忠弘

### 本多家（能登守家）
11万石（譜代）
1. 忠平

### 奥平家〔再々封〕
9万石（譜代）
1. 昌章
2. 昌成

### 阿部家
10万石（譜代）
1. 正邦

### 戸田家
6万7000石→7万7000石（譜代）
1. 忠真
2. 忠余
3. 忠盈

### 松平（深溝）家
6万6000石（譜代）
1. 忠祇
2. 忠恕

### 戸田家〔再封〕
7万7850石→5万石→7万7850石→6万7850石（譜代）
1. 忠寛
2. 忠翰
3. 忠延
4. 忠温
5. 忠明
6. 忠恕
7. 忠友

## 宇都宮藩の家臣団
- 戸田家
  - 本多良之助（藩士）
  - 長沢楽浪（藩士）
  - 県勇記（中老）
  - 石原次郎（藩士）
  - 下江秀太郎（藩士）

## 幕末の領地
- 下野国
  - 都賀郡のうち - 8村
  - 河内郡のうち - 114村
  - 芳賀郡のうち - 3村
  - 塩谷郡のうち - 43村

明治維新後に塩谷郡3村（旧旗本領）、河内国志紀郡1村（預所であった旧幕府領）、丹北郡3村（同左）が加わった。